# 1539 Borrelly
1539 Borrelly è un asteroide della fascia principale. Scoperto nel 1940, presenta un'orbita caratterizzata da un semiasse maggiore pari a 3,1500693 UA e da un'eccentricità di 0,1833566, inclinata di 1,72528° rispetto all'eclittica.
L'asteroide è dedicato all'astronomo francese Alphonse Louis Nicolas Borrelly.